# Bradypodidium adisi
Bradypodidium adisi là một loài bọ cánh cứng trong họ Bọ hung (Scarabaeidae).